# Ulises Ruiz Ortiz

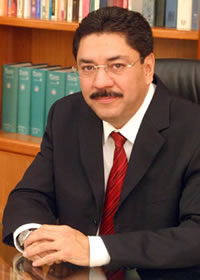
Ulises Ruiz Ortiz

Ulises Ruiz Ortiz (Chalcatongo, 9 april 1958) is een Mexicaans politicus van de Institutioneel Revolutionaire Partij (PRI).
Ruiz studeerde af de rechtsgeleerdheid aan de Nationale Autonome Universiteit van Mexico (UNAM) en was advocaat. Ruiz sloot zich aan de PRI, en zat van 1982 tot 1989 in het Nationaal Uitvoerend Comité van die partij. In 1994 was hij secretaris-generaal van de Colosio-stichting. Van 1997 tot 2000 had hij zitting in de Kamer van Afgevaardigden en de daaropvolgende vier jaar was hij senator.
In 2004 trad hij terug als senator om zich verkiesbaar te stellen als gouverneur van Oaxaca. Zijn tegenstander was Gabino Cué, die een coalitie van oppositiepartijen aanvoerde. Cué en zijn aanhangers werden tijdens de campagne meerdere keren lastiggevallen door de politie van Oxaca. Ruiz won die gouverneursverkiezingen met 47,2 procent tegen 44,6 procent voor Cué, maar er bestonden beschuldigingen van fraude. Cué kwam uit de prognoses als winnaar tevoorschijn, maar de uitslag werd niet door iedereen geaccepteerd.
Ruiz staat bekend om zijn autoritaire manier van regeren; hij wordt ook wel de dictator van Oaxaca genoemd. Mensenrechtenorganisaties melden gevallen van gewetensgevangen in Oaxaca. In juni 2005 werd het kantoor van de krant Noticias bestormd en gedwongen te sluiten. De bestormers zeiden lid te zijn van de aan de PRI gelieerde vakbond Revolutionaire Confederatie van Arbeiders en Boeren (CROC) en zeiden werknemers te zijn van Noticias. In werkelijkheid was maar een zeer klein deel van de menigte werkzaam bij de krant. Er werd vermoed dat de actie was opgezet door Ruiz, omdat Noticias zich regelmatig kritisch jegens hem had uitgelaten. Toen de krant van buiten de staat poogde door te gaan met publiceren werden er distributietrucks vernield.
In mei 2006 vonden er in de Oaxaca-stad zoals elk jaar protestacties plaats van leraren. Daar de politie echter buitensporig reageerde, waarbij tientallen gewonden vielen, sloten zich ook andere organisaties bij het protest aan, die het aftreden van Ruiz eisen. Zij verenigden zich in de Volksassemblee van de Volkeren van Oaxaca (APPO). De APPO erkende de staatsoverheid niet langer, en riep zichzelf uit tot regering van Oaxaca. Delen van de staat, inclusief delen van de hoofdstad, zijn een tijdje onder hun controle geweest. Radiozenders en andere APPO-bases zijn verschillende keren aangevallen door gewapende groepen, waarbij meerdere doden zijn gevallen, maar Ruiz ontkent betrokkenheid. Een van de doden was de Amerikaanse journalist en activist Brad Will.
Op 17 oktober vond er in de Kamer van Senatoren een stemming plaats over de afzetting van Ruiz, iets wat wettelijk alleen mogelijk is als noch de uitvoerende, noch de wetgevende, noch de juridische macht van Oaxaca funcioneren. De Senaat oordeelde echter in meerderheid dat dit niet het geval was, waardoor Ruiz kon aanblijven. In december 2006 wist de Federale Preventieve Politie (PFP) de APPO uit de binnenstad van Oaxaca te verdrijven, en een groot deel van de leiders werd gearresteerd. Nationaal en internationaal is er veel kritiek op het gedrag van de autoriteiten in Oaxaca, zeker nadat Ruiz in december 2006 erkende dat van 200 arrestanten er waarschijnlijk 180 niets met de rellen te maken hadden. Amnesty International maakte melding van marteling van gevangenen. Ook zou er sprake geweest zijn van gedwongen verdwijningen.
Bij de verkiezingen voor het Congres van Oaxaca op 5 augustus 2007 bleef bijna driekwart van de kiesgerechtigden thuis, en alle kiesdistricten werden gewonnen door kandidaten van de PRI. Bij de gemeentelijke verkiezingen in Oaxaca een maand later kwamen aanzienlijk meer kiezers opdagen. Ruiz' PRI wist het merendeel van de gemeentes te behouden, hoewel de oppositiepartij Convergentie aankondigde de uitslag van verschillende burgemeestersverkiezingen, waaronder die in Oaxaca-stad, aan te zullen vechten.
Op 28 april 2008 werden acht medewerkers van Ruiz, waaronder zijn neef, opgepakt in verband met de verdwijning van twee leden van het Revolutionair Volksleger (EPR).
In 2010 werd Ruiz' kandidaat Evariel Pérez in de gouverneursverkiezingen nipt verslagen door Cué, die opnieuw een coalitie van oppositiepartijen aanvoerde, waarmee de staat voor het eerst in 80 jaar een gouverneur kreeg die niet uit de PRI afkomstig was.
- International Standard Name Identifier: 0000 0000 4454 8327
- Library of Congress Control Number: no2006018238
- Virtual International Authority File: 63757291
- WorldCat: E39PBJhH7TYJFWDMr6yRkW94bd